# شجرة عريضة الأوراق
شجرة عريضة الأوراق هي أي شجرة داخل مجموعة نباتية متنوعة من كاسيات البذور التي لديها أوراق مسطحة وتنتج البذور داخل الفواكه. وهو واحد من نوعين عامين من الأشجار. والنوع الآخر هو الصنوبرية، وهي شجرة مع أوراق تشبه الإبرة أو مثل الأوراق والبذور التي تحملها المخاريط الخشبية.
مُعظم الأشجار النفضية هي أشجار عريضة الأوراق. 

## معرض الصور

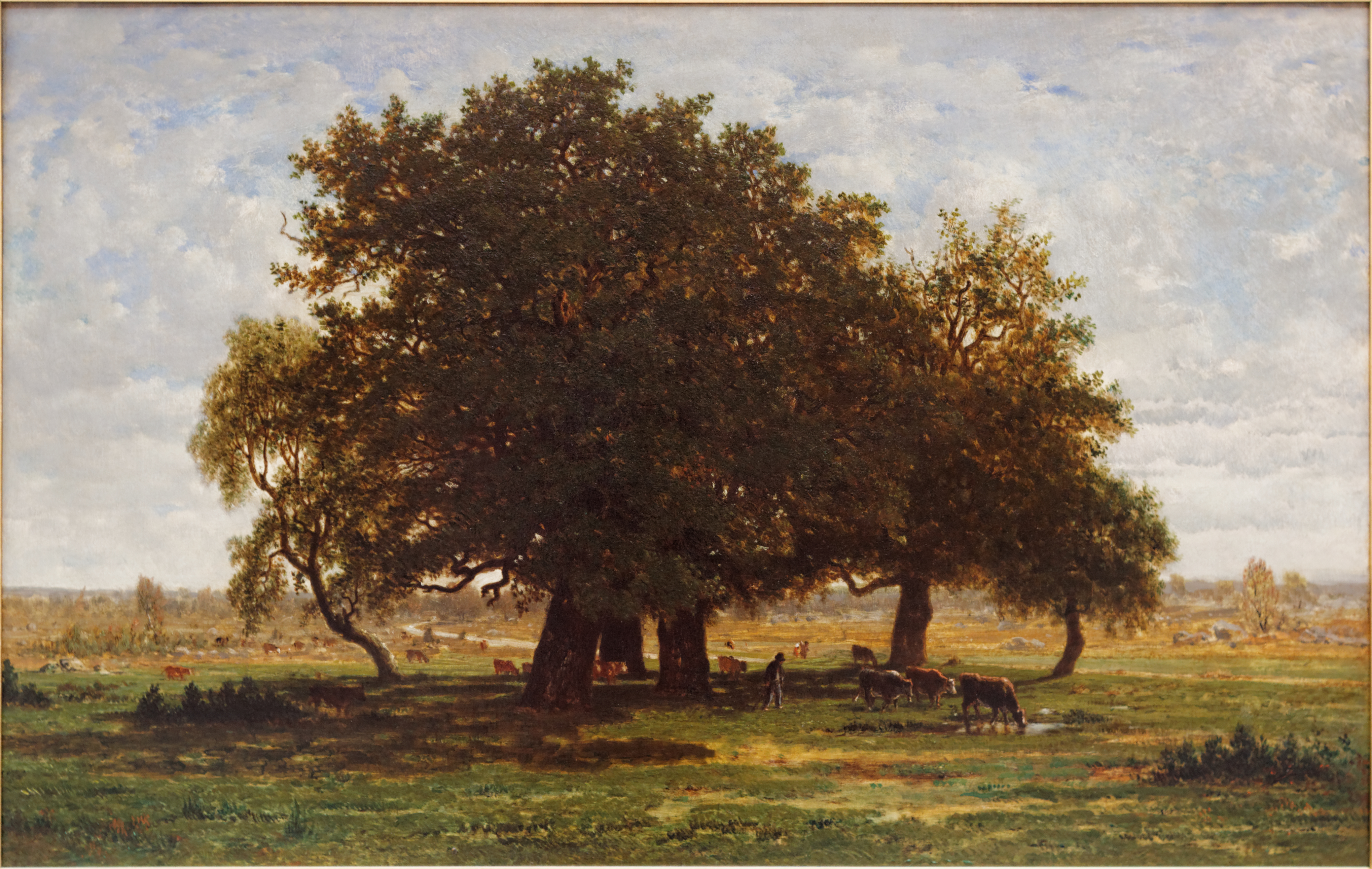
بواسطة تيودور روسو
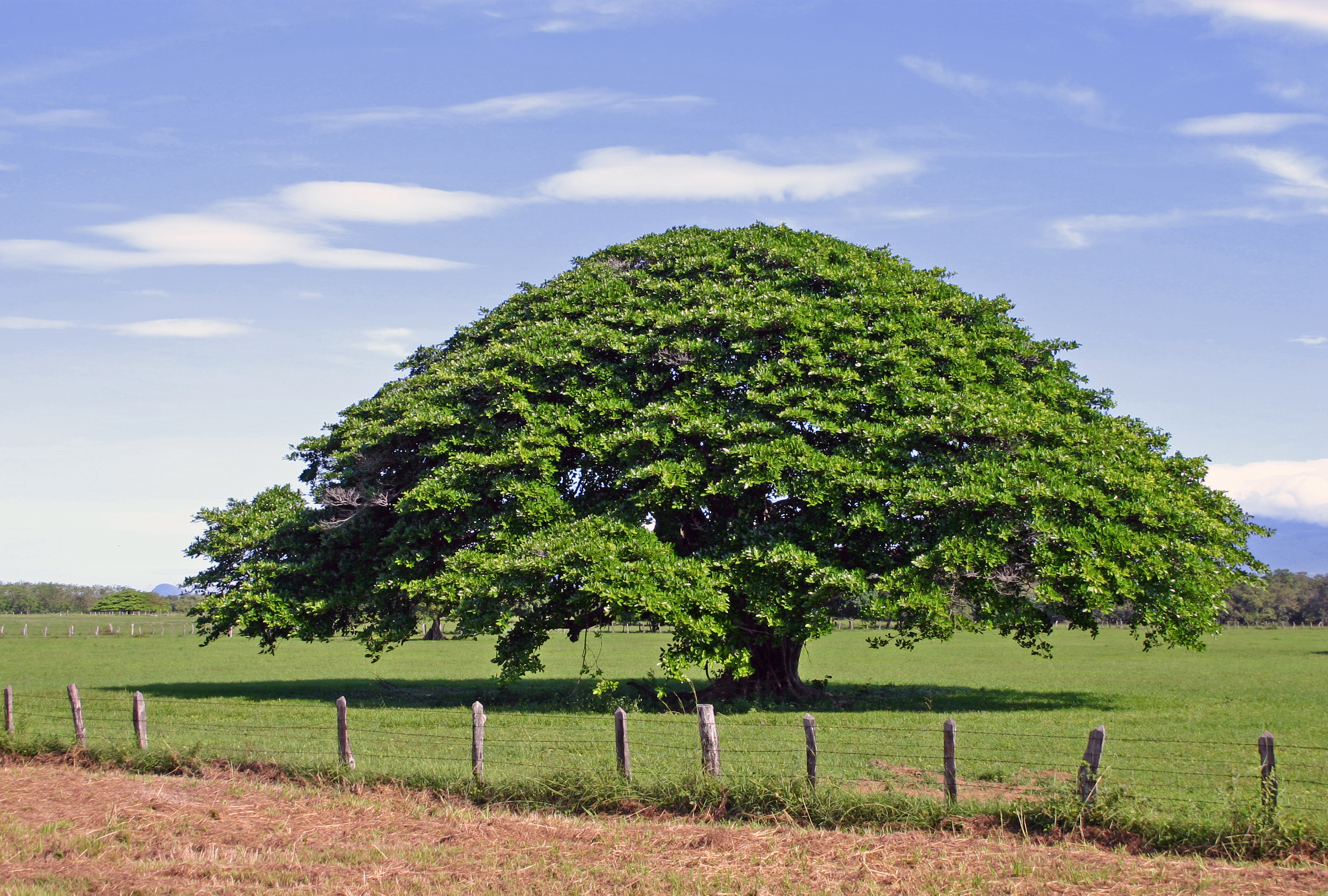
شجرة التين